# Frank Sibley
Frank Sibley (Uxbridge, 4 dicembre 1947 – 10 maggio 2024) è stato un calciatore e allenatore di calcio inglese, di ruolo difensore.

## Caratteristiche tecniche
Era un difensore centrale.

## Carriera

### Giocatore
Dopo aver giocato nelle giovanili del QPR Sibley esordisce in prima squadra con gli Hoops (e contestualmente anche tra i professionisti) nella stagione 1963-1964, all'età di 16 anni, giocando nella terza divisione inglese: continua a militare in questa categoria fino alla vittoria della Third Division 1966-1967, annata in cui peraltro il club vince anche una Coppa di Lega. Nella stagione 1967-1968, da neopromosso in seconda divisione, il QPR conquista poi una promozione in prima divisione, categoria in cui Sibley nella stagione 1968-1969 gioca 25 partite senza mai segnare; la stagione in questione si conclude con una retrocessione, ed il difensore continua a giocare in seconda divisione con il QPR fino al termine della stagione 1970-1971 quando, appena ventiquattrenne, si ritira a causa di un grave infortunio ad un ginocchio, con un bilancio totale in carriera di 143 presenze e 3 reti in incontri di campionato.

### Allenatore
Dopo il ritiro Sibley rimane nel QPR come vice allenatore, mantenendo l'incarico fino al 1977 quando diventa temporaneamente allenatore della prima squadra, di cui non riesce ad impedire la retrocessione dalla prima alla seconda divisione. Successivamente nel 1979 è per alcuni mesi stato allenatore del Walsall, in terza divisione, mentre dal dicembre del 1984 al termine della stagione 1984-1985 ha nuovamente allenato il QPR in prima divisione.

## Palmarès

### Giocatore

#### Competizioni nazionali
- Coppa di Lega inglese: 1

QPR: 1966-1967
- Third Division: 1

QPR: 1966-1967